# 衛道神學研究院
衛道神學研究院（United Wesleyan Graduate Institute），是一所基督新教衛理宗的神學院，在2001年9月由國際宣教協會、香港宣教會、香港循理會、基督教宣聖會香港區會、基督教協基會、救世軍港澳軍區、美國衛理教會等七個衛理宗（大多受聖潔運動影響）團體聯合創辦。現址在九龍大坑東棠蔭街五號。

## 課程
衛道神學研究院的課程主要分為兩大類，分別為「牧職領袖課程」、「信徒領袖課程」、「事工裝備課程」，轄下頒授多個學位：
牧職領袖課程
- 神學學士（Bachelor of Theology）
- 道學碩士（Master of Divinity）
- 道學碩士（教牧進修）（Master of Divinity in Pastoral Studies）

信徒領袖課程
- 基督教研究副學士（Associate of Christian Studies）
- 基督教研究學士（Bachelor of Christian Studies）
- 基督教研究碩士（Master of Christian Studies）
- 教會事工碩士（Master of Church Ministry）

事工裝備課程
- 校牧碩士（Master of School Chaplaincy）
- 教育碩士（校園牧關）（Master of Education in Pastoral Care）
- 青少年牧關碩士（Master of Youth Ministry）
- 青年宣教碩士（Master of Global Outreach Ministry）

## 外部連結
- 衛道神學研究院

1. ↑   (PDF). 2016  [2022-02-09]. （原始内容存档 (PDF)于2020-09-26）.